# Assolutivo
Nelle lingue ergative, l'assolutivo (abbreviato in ASS) è il caso grammaticale usato per tradurre sia il soggetto di un verbo intransitivo, sia l'oggetto di un verbo transitivo. È contrapposto all'ergativo, che traduce il soggetto di un verbo transitivo.
Per esempio, in basco, il sostantivo mutil ("ragazzo") prende la desinenza dell'assolutivo singolare -a sia come soggetto nella proposizione intransitiva mutila etorri da ("il ragazzo arriva") e sia come oggetto nella proposizione transitiva Irakasleak mutila ikusi du ("l'insegnante ha visto il ragazzo"), nella quale il soggetto prende la desinenza ergativa -ak.
In lingue di questo tipo, l'ergativo è di solito marcato, mentre l'assolutivo non è marcato. Per questa ragione, le parole in assolutivo sono di solito usate come lemma per rappresentare un lessema.